# Flatbush

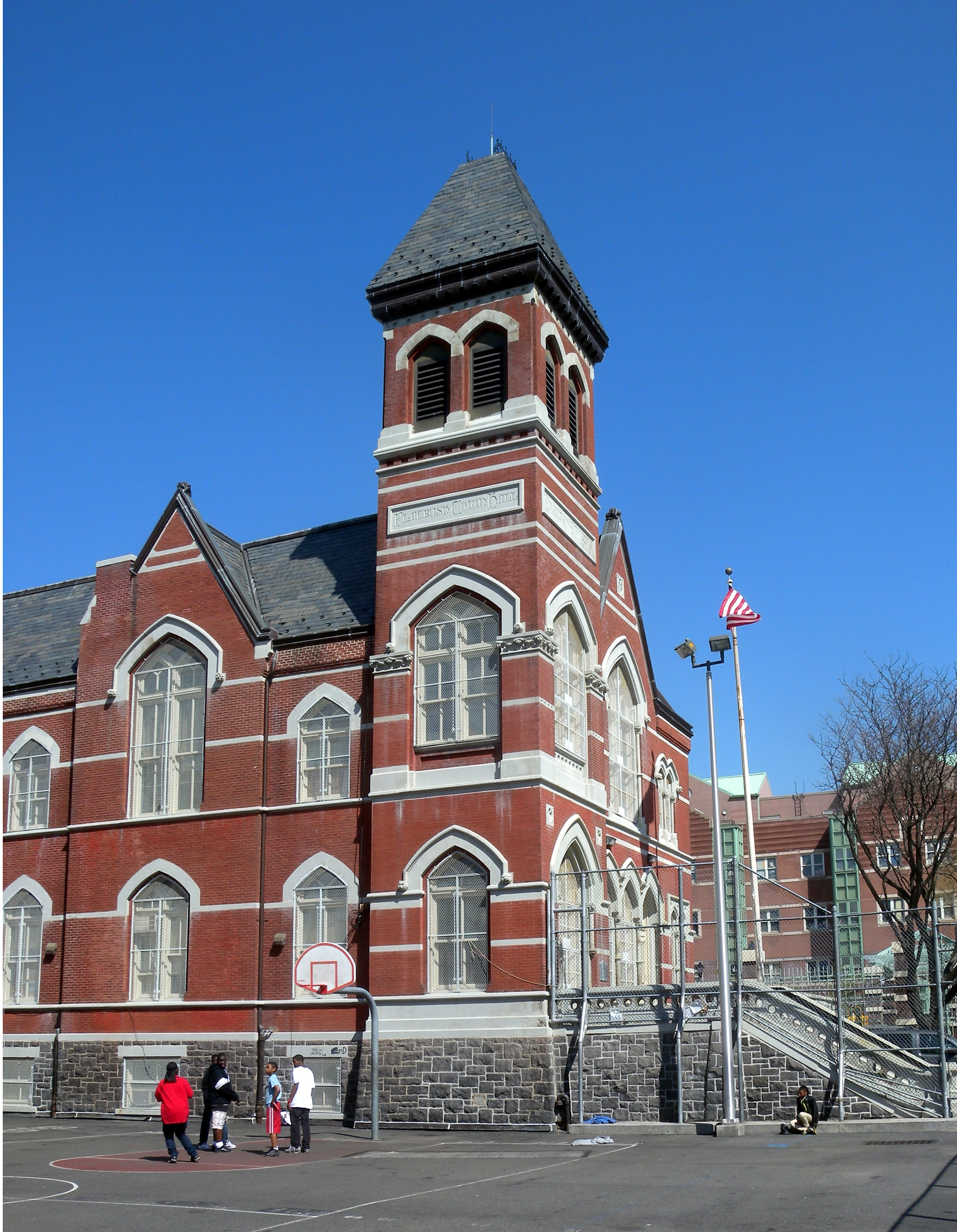
Town Hall in Flatbush

Flatbush ist ein Stadtteil (Neighborhood) im Stadtbezirk (Borough) Brooklyn in New York City. Der Name leitet sich vom niederländischen Wort Vlacke bos ab, was so viel wie „bewaldetes Land“ bedeutet. Flatbush ist bekannt für seine vielen verschiedenen ethnischen Viertel, darunter auch größere jüdisch-orthodoxe Straßenzüge.
2020 lebten in Flatbush inklusive aller zugehörigen Viertel laut US-Census 168.220 Menschen. Der Stadtteil ist Teil der Brooklyn Community Districts 9, 14 und 17, hat die Postleitzahlen 11226 und teilweise 11210, 11225, 11218, gehört zum 67., 70. und 71. Bezirk des New Yorker Polizeidepartements und wird kommunalpolitisch durch den 40. und 45. Bezirk des New York City Council vertreten.

## Lage

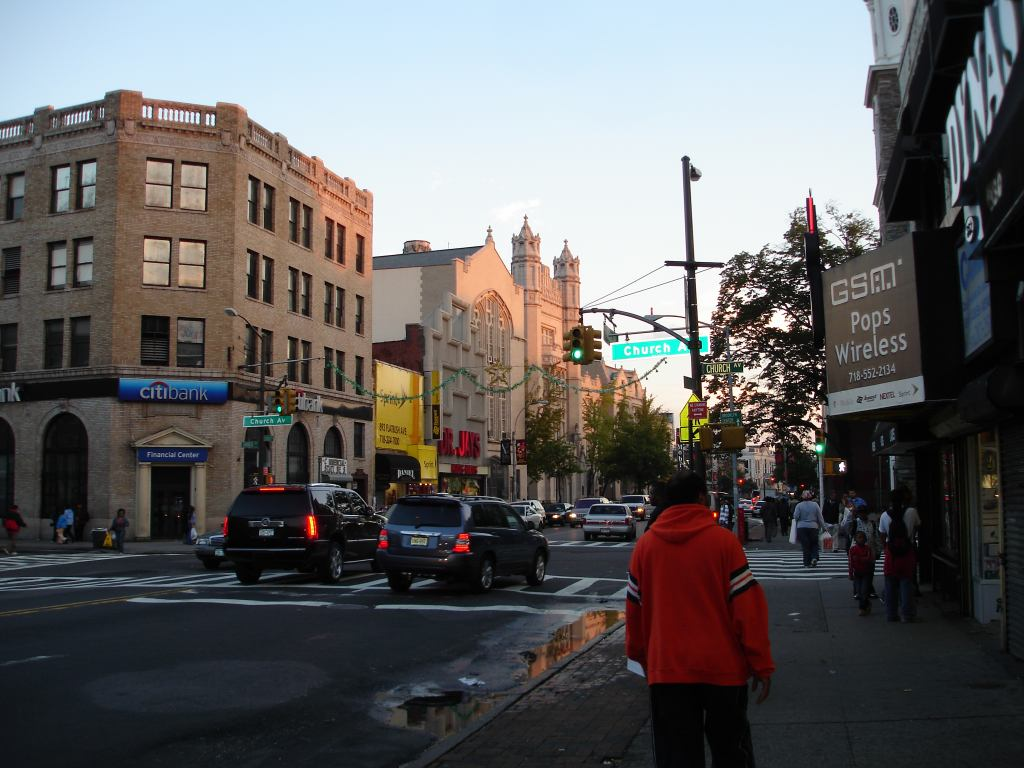
Straßenszene in Flatbush

Flatbush liegt im Zentrum von Brooklyn, nimmt eine Fläche von 6,48 km² ein und gliedert sich in mehrere Stadtviertel. Angrenzende Stadtteile sind East Flatbush im Osten, Midwood im Süden sowie Kensington und Parkville, die beide einst zum großen Teil als Stadtviertel zu Flatbush gehörten, im Westen. Im Norden grenzen der Prospect Park und Crown Heights an. Stadtviertel innerhalb von Flatbush sind Prospect Park South, Beverley Square East, Beverly Square West, Prospect Lefferts Gardens, Ditmas Park, Fiske Terrace, Victorian Flatbush und Albemarle-Kenmore Terrace. Als begrenzende Straßen werden meist die Parkside Avenue und der Empire Boulevard im Norden, die New York Avenue im Osten, die Bahnstrecke „Bay Ridge Branch“ südlich der Avenue H im Süden und die Coney Island Avenue im Westen angegeben.
In Flatbush befinden sich das Brooklyn College sowie die Erasmus Hall High School. Das 1960 abgerissene Baseball Stadion Ebbets Field, das damalige Heimstadion der Brooklyn Dodgers, lag ebenfalls in Flatbush.

## Beschreibung

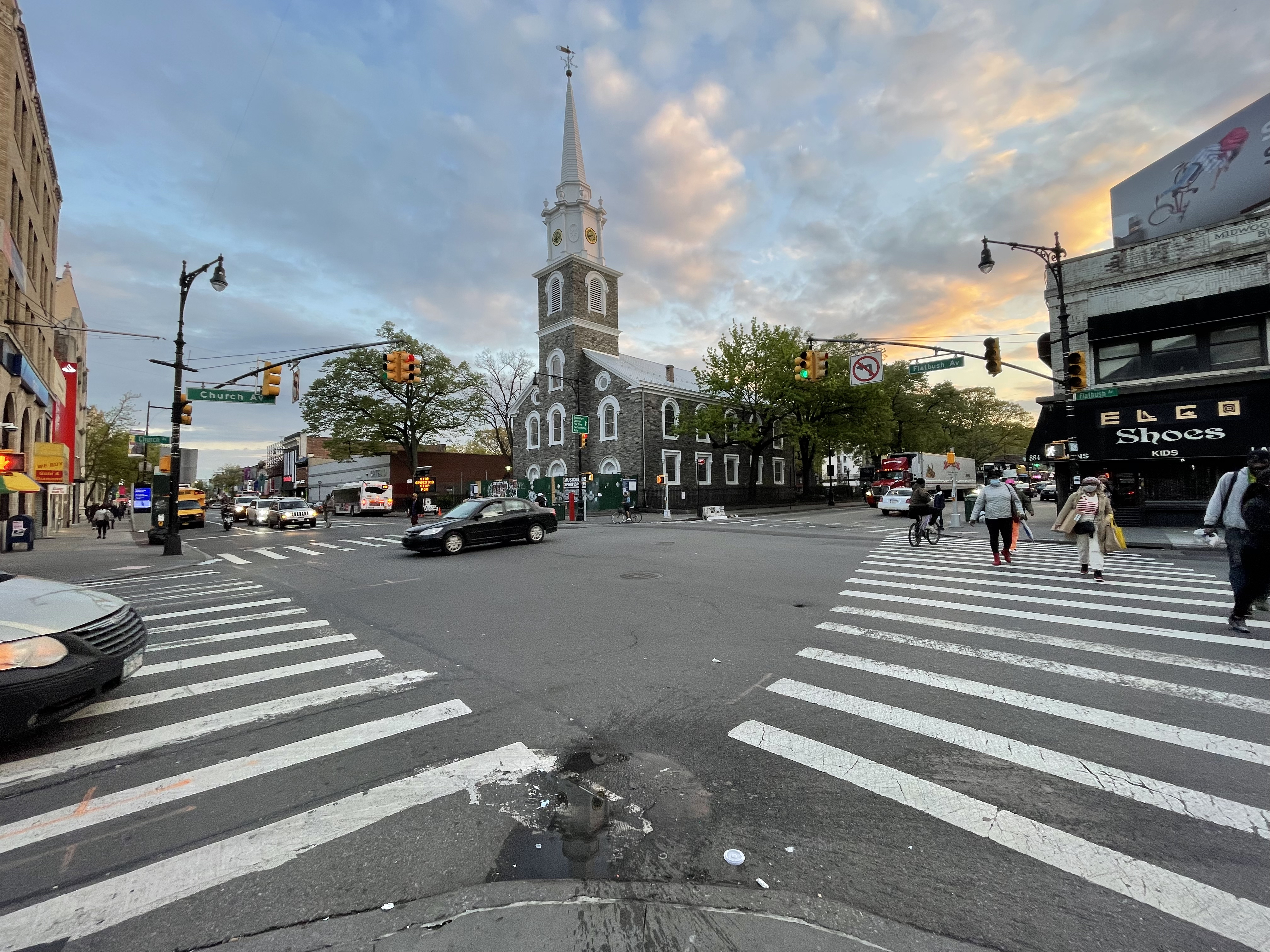
Kreuzung Flatbush Avenue / Church Avenue, hinten der „Flatbush Reformed Dutch Church Complex“

Flatbush wurde als „Midwout“ (oder Midwoud oder Medwoud) in der niederländischen Kolonie Nieuw Nederland gegründet. Die ehemalige Grenze der Stadt verläuft heute durch den Brooklyn Botanic Garden. Bevor sie 1894 in die Stadt Brooklyn eingemeindet wurde, bezeichnete Flatbush sowohl die Stadt Flatbush, die einen großen Teil des zentralen Kings County umfasste und sich nach Osten bis zur Grenze des Queens County erstreckte, als auch das Dorf Flatbush im Zentrum des heutigen Stadtteils.
Flatbush ist insbesondere in der Hip-Hop-Szene bekannt, da viele bekannte Künstler dieser Musikrichtung aus diesem Viertel stammen, so z. B. die Flatbush Zombies, Joey Badass, The Underachievers, Busta Rhymes, Talib Kweli und Foxy Brown. In Anlehnung an den aus Flatbush kommenden Hip-Hop bezeichnen einige Rapper aus Hamburg-Eimsbüttel, wie beispielsweise Samy Deluxe oder die Beginner, ihren Stadtteil häufig als Eimsbush.

## Demografie
Im Jahr 2020 hatte das United States Census Bureau die statistischen Zählbezirke (Areas und Tracts) neu konfiguriert. Somit sind die vor 2020 erzielten Daten meist nicht mehr mit den ab 2020 erhobenen Daten vergleichbar, des Weiteren sind die Zählbezirke meist nicht deckungsgleich mit den Stadtteilgrenzen.
Über die Hälfte der Bevölkerung sind Afroamerikaner. Laut Volkszählung von 2020 hatte Flatbush 168.220 Einwohner bei einer Einwohnerdichte von 25.960 Einwohnern pro km². Hier lebten 27.402 (16,3 %) Weiße, 91.491 (54,4 %) Afroamerikaner, 10.817 (6,4 %) Asiaten, 26.761 (15,9 %) Hispanics und Latinos, 2.201 (1,3 %) aus anderen Ethnien und 9.548 (5,7 %) aus zwei oder mehr Ethnien. Die Daten sind aus den sechs Flatbush betreffende Neighborhood Tabulation Areas (NTA) berechnet worden.

## Verkehr

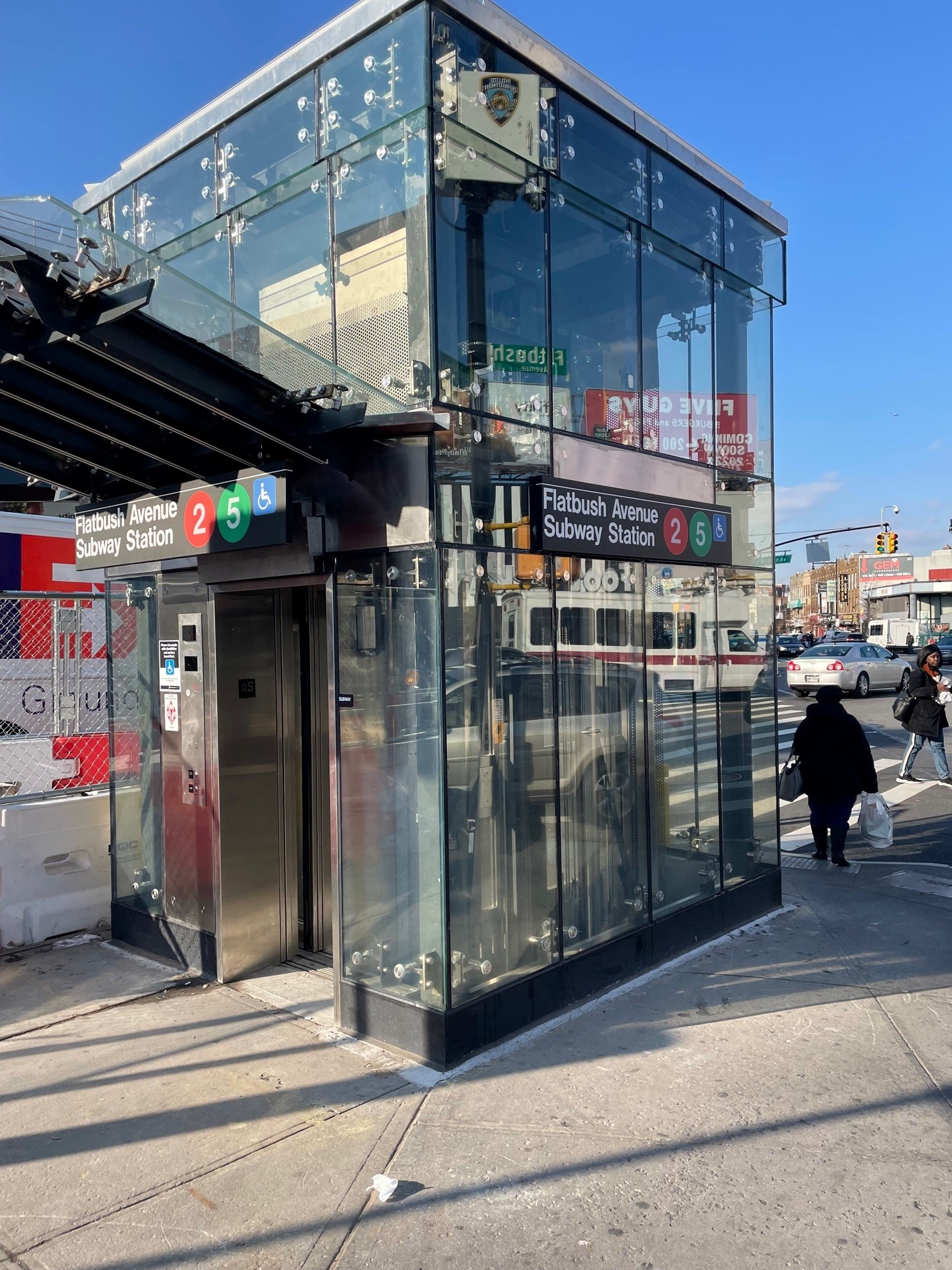
Lift der Subway Station Flatbush Avenue

Durch Flatbush führen zwei U-Bahn-Strecken der New York City Subway. Im Osten des Stadtteils verläuft von Nord nach Süd die nach Coney Island führende BMT Brighton Line mit den Linien  und . Sie bedient die sieben Stationen Prospect Park (B, Q), Parkside Avenue (Q), Church Avenue (B, Q), Beverley Road (Q), Cortelyou Road (Q), Newkirk Plaza (B, Q) und Avenue H (Q). Im Osten verkehrt ebenfalls von Nord nach Süd entlang und unterhalb der Nostrand Avenue die IRT Nostrand Avenue Line mit den Linien  und . Sie bedient die Stationen Nostrand Avenue, President Street, Sterling Street, Winthrop Street, Church Avenue, Beverly Road, Newkirk Avenue–Little Haiti und Flatbush Avenue–Brooklyn College. An der letztgenannten Station endet die U-Bahn-Strecke.
Die Abteilung MTA Regional Bus Operations der Metropolitan Transportation Authority betreibt im Viertel mehrere Buslinien (B6, B8, B11, B12, B16, B35, B41, B44 und B49).